# Brasema stenus
Brasema stenus är en stekelart som först beskrevs av Boucek 1968.  Brasema stenus ingår i släktet Brasema och familjen hoppglanssteklar. Inga underarter finns listade.